# Hermann Wurzbach

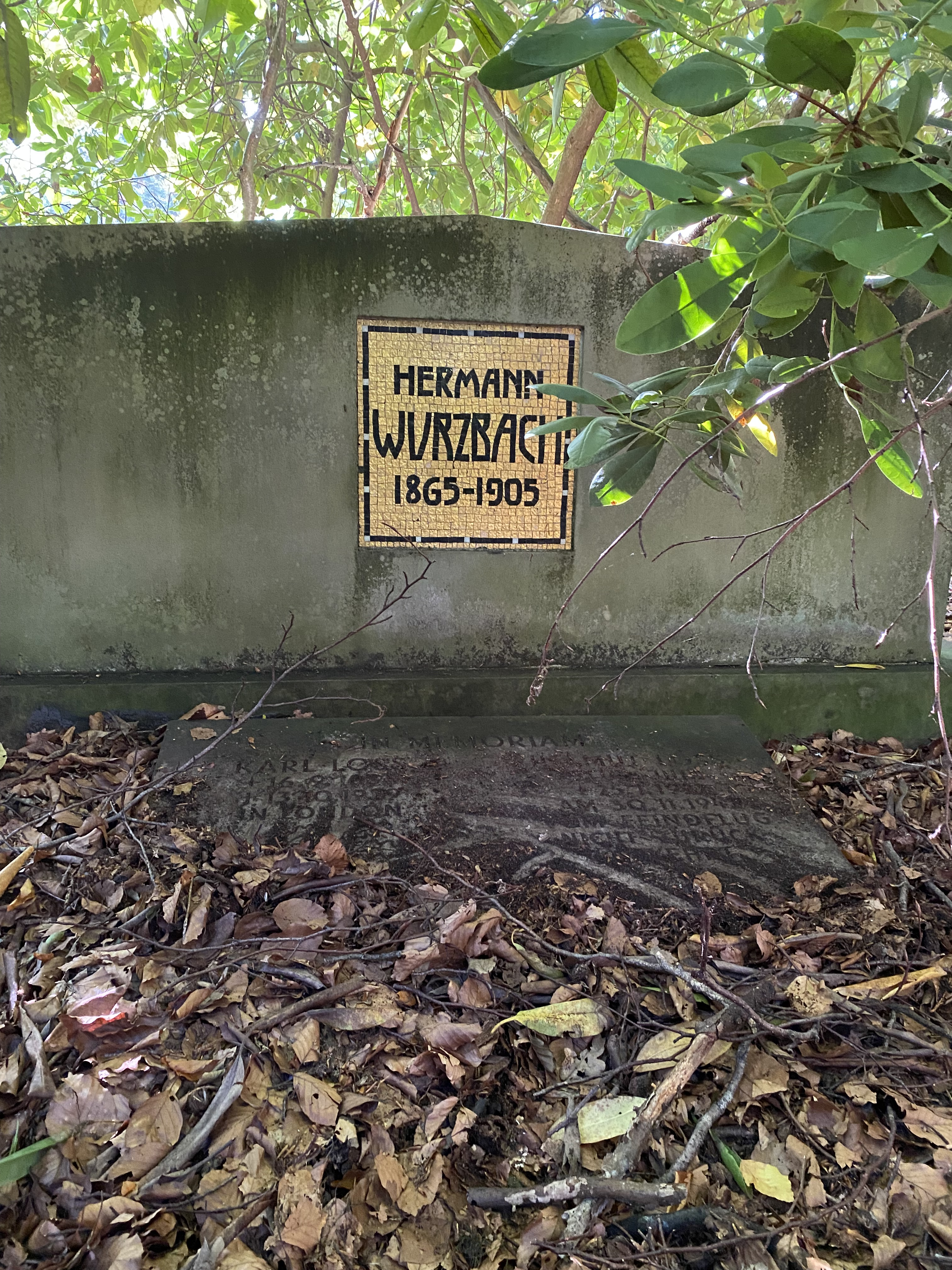
Grabstätte Hermann Wurzbach auf dem Friedhof Ohlsdorf

Hermann Ernst Karl Wurzbach (* 20. Juni 1865 in Hamburg; † 17. Februar 1905 ebenda) war ein deutscher Architekt.

## Leben und Wirken
Der in Hamburg geborene Wurzbach absolvierte ab dem 15. Lebensjahr eine Maurerlehre. In den Wintermonaten erarbeitete er sich theoretische Grundlagen an der Baugewerkeschule. Er erhielt somit eine überwiegend praktische Ausbildung, die für Architekten seiner Zeit als üblich galt. Eine erste Stelle bei einem Architekten fand er zwischenzeitlich im Büro Hardorff & Schomburgk. Ab 1866 studierte er bis zum Frühjahr 1889 an der Polytechnischen Schule Dresden, die seinerzeit als eine der angesehensten deutschen Hochschulen für Architekten galt.
In der Folgezeit konzentrierte sich Wurzbach auf die Arbeit als selbstständiger Architekt in einem Ende 1887 mit Ernst Schmidt (* 1865) aus Altona gegründeten Büro. Als Schmidt & Wurzbach nahmen sie an vielen Wettbewerben teil. Außerdem unterhielten sie einen Stand an der Hamburger Börse, an dem sie um Aufträge warben. Da die Stadt florierte und stark wuchs, war der Bau von Mietwohnungen ein attraktives Betätigungsfeld für Architekten. Die beiden entwarfen mehrere Häuser im Karolinenviertel, in Eppendorf und auf der Uhlenhorst und galten schnell als angesehene Baumeister. Ihr bedeutendster Auftrag war 1890/91 der neogotisch gehaltene Neubau der Dorfkirche in Neuenbrook.
Obwohl sie wirtschaftlich erfolgreich waren, trennten sich Wurzbach und Schmidt 1899. Wurzbach plante danach alleine das 1899/1900 erbaute Bäckerinnungshaus am Holstenwall. 1900 gründete er ein neues Büro mit Leon Frejtag, den er während der Studienzeit kennengelernt hatte. Neben Wohnhäusern realisierten sie vermehrt die neuartigen, für Hamburg spezifischen Kontorhäuser, die das Bild der Stadt nachhaltig veränderten. Da dieser Bautyp Skelettkonstruktionen mit klar strukturierten Pfeilerfassaden vorsah, verzichteten Wurzbach und Frejtag zumeist auf historisierende Ornamente und wurden zu Vorreitern derartiger Gestaltungsformen.
Das erste derart gestaltete Bauwerk war 1903/1904 das Australhaus in der Poststraße. Hierbei verzierten sie die Außenfassade erstmals mit als „grès flammès“ bezeichneten Glasurziegeln. Auch beim Gertig-Haus am Großen Burstah und beim Haus Pinçon am Neuen Wall, die beide 1905 entstanden, verwendeten sie diese Ziegel, die das radikale Erscheinungsbild der Pfeilerfassaden abschwächten. Dieser Bautyp des Kontorhauses setzte sich in Hamburg durch, was Wurzbach aufgrund seines frühen Todes jedoch nicht mehr erlebte. Er starb Anfang 1905 nach kurzer Krankheit aufgrund eines Ohrleidens. Sein Geschäftspartner Frejtag nahm neue Partner in das Büro auf und führte die Geschäfte erfolgreich weiter.
Hermann Wurzbach wurde auf dem Friedhof Ohlsdorf beigesetzt. Sein mittlerweile verwaistes und von Rhododendren zugewachsenes Grab befindet sich im Planquadrat Z 16 südöstlich des Nordteichs an der Waldstraße.